# Al Sinaastadion
Het Al Sinaa Stadion is een multifunctioneel stadion in de Iraakse hoofdstad Bagdad. Het is de thuisbasis van Al-Sinaa. Het stadion heeft een capaciteit van 6.000 toeschouwers verdeeld over 3 tribunes.